# Kazimierz Wójcik (narciarz)
Kazimierz Wójcik (ur. 12 października 1931 w Szczawnicy, zm. 10 listopada 1985 w Nowym Sączu) – polski narciarz, mistrz Polski, brązowy medalista Zimowej Uniwersjady w 1960.

## Kariera sportowa
W 1950 ukończył Liceum Ogólnokształcące im. Stefana Żeromskiego w Krościenku nad Dunajcem, w 1960 studia w Wyższej Szkole Wychowania Fizycznego w Krakowie.
Był zawodnikiem AZS Kraków i AZS Zakopane.
W 1956 zdobył srebrny medal akademickich mistrzostw świata (UIE) w sztafecie 4 x 10 km (z Władysławem Markiem, Wilhelmem Szparą i Kazimierzem Zelkiem). Podczas akademickich mistrzostw świata w 1957 (FISU) wywalczył złoty medal w sztafecie 4 x 10 km (z Władysławem Markiem, Szymonem Krasickim i Włodzimierzem Dadejem) i srebrny w biegu na 15 km W 1960 zdobył brązowy medal zimowej uniwersjady (z Władysławem Markiem, Szymonem Krasickim i Kazimierzem Augustynkiem).
W 1954 został mistrzem Polski w sztafecie 4 x 10 km. W 1957 zdobył brązowy medal mistrzostw Polski w biegu na 50 km, w 1958 brązowe medale mistrzostw Polski w biegu na 50 km i w sztafecie 4 x 10 km.
Pracował jako przewodniczący Powiatowej Komisji Kultury Fizycznej w Żywcu, w latach 70. był naczelnikiem miasta Szczawnica-Krościenko, w latach 1981–1983  prezesem klubu Pieniny Szczawnica.
Został odznaczony Złotym Krzyżem Zasługi.